# Bogdan Vodă (gmina)
Bogdan Vodă – gmina w Rumunii, w okręgu Marmarosz. Obejmuje miejscowości Bocicoel i Bogdan Vodă. W 2011 roku liczyła 3208 mieszkańców.